# … trotzdem Ja zum Leben sagen
… trotzdem Ja zum Leben sagen. Ein Psychologe erlebt das Konzentrationslager (englischer Titel Man’s Search For Meaning: An Introduction to Logotherapy) ist ein Buch des österreichischen Psychiaters Viktor Frankl, das im Jahr 1946 veröffentlicht wurde. Frankl schildert seine Erlebnisse und Erfahrungen in deutschen Konzentrationslagern, unter anderem im KZ Auschwitz und in den KZ-Außenlagern Kaufering III und VI, während des Zweiten Weltkriegs. Der Titel enthält das Zitat „trotzdem Ja zum Leben sagen“ aus dem Refrain der Lagerhymne Das Buchenwaldlied des KZ-Häftlings Fritz Löhner-Beda.

## Inhalt
In dem Erlebnisbericht, den Frankl zunächst anonym veröffentlichen wollte, beschreibt er aus der Sicht eines jüdischen Psychologen dessen Erlebnisse im Konzentrationslager. Dabei geht es zunächst um die Auswirkung der Einlieferung in ein Konzentrationslager auf die Häftlinge, aber auch um die Beziehungen zwischen Häftlingen wie beispielsweise, dass einige Häftlinge, die Aufseher wurden, brutaler handelten als die eigentlichen SS-Aufseher.
Das zentrale Erlebnis im Konzentrationslager war für Frankl die Erfahrung, dass es möglich ist, auch noch unter inhumansten Bedingungen einen Sinn im Leben zu sehen. So beschreibt er, dass diejenigen Häftlinge eine bessere Chance hatten, zu überleben, die jemanden hatten, der auf sie wartet. Für Frankl selbst war es die Vorstellung, dass er in der Zukunft Vorlesungen über die Auswirkungen des Lagers auf die Psyche halten wird.
Die letzten 50 Seiten bestehen aus dem Theaterstück Synchronisation im Birkenwald: Sokrates, Kant und Spinoza kommen vom Himmel in das fiktive „KZ Birkenwald“ und wollen den ahnungslosen Menschen helfen. Doch das können sie nicht, die Menschen müssen selbst auf den Sinn ihres Lebens kommen.

## Auflage
Frankls Buch erreichte hohen Bekanntheitsgrad. Es wurde in 26 Sprachen übersetzt. Weltweit wurden über 12 Millionen Exemplare verkauft.

## Ausgaben
- Viktor E. Frankl: Ein Psycholog erlebt das KZ. Verlag für Jugend und Volk, Wien 1946.[2]
- Viktor E. Frankl: … trotzdem Ja zum Leben sagen. Ein Psychologe erlebt das Konzentrationslager. dtv, München 1982, ISBN 3-423-10023-0 (Taschenbuchausgabe; 28. Auflage 2007, ISBN 978-3-423-30142-8).
- Viktor E. Frankl: … trotzdem Ja zum Leben sagen: ein Psychologe erlebt das Konzentrationslager. Penguin, München 2018, ISBN 978-3-328-10277-9 (191 S., Vorwort von Hans Weigel.).